# Rudy Jomby
Rudy Jomby (nacido el 21 de mayo de 1988 en La Roche-sur-Yon) es un jugador de baloncesto francés que actualmente pertenece a la plantilla del STB Le Havre de la Pro A, la máxima división francesa. Con 1,96 metros de altura juega en la posición de Alero.

## Trayectoria Profesional

### STB Le Havre
Formado en la cantera del STB Le Havre, ganó con su equipo filial el campeonato de Francia en 2007 y 2008.
Debutó con el primer equipo de la Pro A en la temporada 2006-2007 (jugó 2 partidos con una media de 1 min). Permaneció en el club durante cinco años (2005-2010).
En la siguiente temporada (2007-2008), pese a jugar todavía en el filial, ya era integrante a todos efectos del primer equipo. Jugó 20 partidos de liga y 2 de play-offs, promediando en liga 1,2 puntos (77,8 % en tiros de 2 y 100 % en tiros libres) y 1 rebote en 5,4 min, mientras que en play-offs promedió 3 puntos (100 % en tiros de 2) y 2 rebotes en 12 min de media.
En la temporada 2008-2009, jugó 30 partidos partidos de liga, 6 de Eurocup y 2 de EuroChallenge, promediando en liga 5,2 puntos (52,9 % en tiros de 2 y 30,6 % en triples), 3,5 rebotes, 1 asistencia y 1 robo en 18,1 min, en la Eurocup 3,8 puntos (83,3 % en tiros libres), 2,8 rebotes y 1,8 asistencias, y en la EuroChallenge 6 puntos (66,7 % en triples), 4 rebotes y 1 robo en 14,5 min de media.
Se inscribió para el Draft de la NBA de 2009, retirándose poco después.
En su última temporada en el equipo (2009-2010), jugó 30 partidos de liga con un promedio de 7,9 puntos (69 % en tiros libres), 5,6 rebotes, 2,7 asistencias y 1,2 robos en 26,7 min.
Disputó un total de 80 partidos de liga con el conjunto de Le Havre entre las tres temporadas, promediando 4,7 puntos (58,5 % en tiros de 2 y 75,1 % en tiros libres), 3,3 rebotes y 1,3 asistencias en 16,7 min de media.

### BCM Gravelines
En el verano de 2010 se marchó junto a su entrenador en el STB Le Havre, Christian Monschau, al BCM Gravelines, donde estuvo dos años (2010-2012).
En su primera temporada (2010-2011), ganó con el equipo la Semaine des As tras derrotar en la final por 79-71 al Élan Sportif Chalonnais. Jugó 30 partidos de liga, 5 de play-offs y 14 de EuroChallenge, promediando en liga 5,6 puntos (86,7 % en tiros libres), 3,4 rebotes, 1,2 asistencias y 1 robo en 17,1 min, en play-offs 5,4 puntos (100 % en tiros libres), 3,2 rebotes, 1 asistencia y 1 robo en 14,6 min, y en la EuroChallenge 6,6 puntos (66,7 % en tiros libres), 4,4 rebotes, 1,1 asistencias y 1,3 robos en 23,6 min de media.
En su segunda y última temporada (2011-2012), jugó 30 partidos de liga, 3 de play-offs y 12 de Eurocup, promediando en liga 9,1 puntos (53,7 % en tiros de 2 y 33,1 % en triples), 4,3 rebotes, 1,4 asistencias y 1 robo en 20,4 min, en play-offs 1,7 puntos (75 % en tiros libres) y 3,3 rebotes en 14,7 min, y en la Eurocup 9,2 puntos (41,1 % en triples y 61,5 % en tiros libres) y 3,2 rebotes en 21,8 min de media.
Disputó un total de 60 partidos de liga y 8 de play-offs con el cuadro marítimo entre las dos temporadas, promediando en liga 7,3 puntos (50,7 % en tiros de 2 y 71,4 % en tiros libres), 3,8 rebotes, 1,3 asistencias y 1 robo en 18,7 min de media, mientras que en play-offs promedió 3,5 puntos (87,5 % en tiros libres) y 3,2 rebotes en 14,6 min de media.

### Cholet Basket
El 29 de junio de 2012, el Cholet Basket, anunció su fichaje por tres temporadas, reencontrándose así con su antiguo entrenador en el filial del STB Le Havre, Jean-Manuel Sousa.
En su primera temporada (2012-2013), jugó 30 partidos de liga y 6 de Eurocup, promediando en liga 6,9 puntos (55,6 % en tiros de 2 y 100 % en tiros libres), 4 rebotes, 2,3 asistencias y 1,5 robos en 24,7 min, mientras que en la Eurocup promedió 9,3 puntos (42,9 % en triples y 100 % en tiros libres), 3,5 rebotes y 1,1 asistencias en 24,3 min de media.
En su segunda temporada (2013-2014), jugó 28 partidos de liga y 12 de EuroChallenge, promediando en liga 7,8 puntos (71,4 % en tiros libres), 5,3 rebotes, 2,7 asistencias y 1 robo en 26,9 min, mientras que en la EuroChallenge promedió 10,4 puntos (55,3 % en tiros de 2, 30 % en triples y 83,3 % en tiros libres), 5,1 rebotes, 2,3 asistencias y 1,6 robos en 27,7 min de media.
Finalizó en la EuroChallenge como el 9º en robos por partido, el 13º en triples anotados por partido (1,8) y el 17º en rebotes defensivos por partido (4,2).
En su tercera temporada (2014-2015), jugó 34 partidos de liga con un promedio de 7,3 puntos (51,1 % en tiros de 2 y 32 % en triples), 4,1 rebotes, 1,7 asistencias y 1 robo en 21,7 min.
El 9 de septiembre de 2015, el Cholet Basket, anunció su renovación por una temporada.
En su cuarta temporada (2015-2016), jugó 34 partidos de liga con un promedio de 5,7 puntos (73,8 % en tiros libres), 3,7 rebotes, 2,4 asistencias y 1 robo en 25,1 min.

## Selección francesa
Disputó con las categorías inferiores de la selección francesa el Europeo Sub-20 de 2008, celebrado en Riga, Letonia, donde Francia acabó en 7ª posición.
Jugó 6 partidos con un promedio de 3 puntos (30 % en triples), 2,5 rebotes y 1 asistencia en 8,7 min de media.